# Kanuslalom-Europameisterschaften 2009
Die Kanuslalom-Europameisterschaften 2009 fanden in Nottingham, Vereinigtes Königreich, unter der Leitung des Europäischen Kanuverbandes (ECA) statt. Es war die 10. Ausgabe des Wettbewerbs und sie fanden vom 28. bis zum 31. Mai 2009 statt. Die Wettkampfstrecke befand sich im Holme Pierrepont National Watersports Centre.

## Ergebnisse
Insgesamt wurden acht Wettbewerbe austragen.

### Männer

#### Canadier
| Wettbewerb | Gold                                                                                                 | Gold   | Silber | Silber | Bronze                                                                                                   | Bronze |
| ---------- | --- | ------ | --- | ------ | --- | ------ |
| C1         | Michal Martikán                                                                                      | 95,66  | Alexander Slafkovský                                                                                               | 96,26  | Jan Benzien                                                                                              | 97,51  |
| C1 Team    | TschechienStanislav Ježek Tomáš Indruch Jan Mašek                                                    | 98,11  | FrankreichTony Estanguet Denis Gargaud Chanut Nicolas Peschier                                                     | 98,52  | DeutschlandSideris Tasiadis Jan Benzien Nico Bettge                                                      | 99,10  |
| C2         | SlowakeiPavol Hochschorner/Peter Hochschorner                                                        | 101,20 | FrankreichDamien Troquenet/Mathieu Voyemant                                                                        | 103,52 | Vereinigtes KönigreichTim Baillie/Etienne Stott                                                          | 104,37 |
| C2 Team    | TschechienJaroslav Volf & Ondřej Štěpánek Marek Jiras & Tomáš Máder Jaroslav Pospíšil & David Mrůzek | 111,22 | Vereinigtes KönigreichTim Baillie & Etienne Stott David Florence & Richard Hounslow Daniel Goddard & Colin Radmore | 112,17 | PolenMarcin Pochwała & Piotr Szczepański Patryk Brzeziński & Dariusz Chlebek Grzegorz Wójs & Paweł Sarna | 118,30 |

#### Kajak
| Wettbewerb | Gold                                                              | Gold  | Silber                                                     | Silber | Bronze                                              | Bronze |
| ---------- | ----------------------------------------------------------------- | ----- | ---------------------------------------------------------- | ------ | --------------------------------------------------- | ------ |
| K1         | Daniele Molmenti                                                  | 92,49 | Boris Neveu                                                | 92,93  | Julien Billaut                                      | 93,43  |
| K1 Team    | Vereinigtes KönigreichCampbell Walsh Richard Hounslow Huw Swetnam | 94,62 | DeutschlandAlexander Grimm Tim Maxeiner Sebastian Schubert | 94,70  | FrankreichFabien Lefèvre Boris Neveu Julien Billaut | 94,80  |

### Frauen

#### Kajak
| Wettbewerb | Gold                                                               | Gold   | Silber                                                  | Silber | Bronze                                                         | Bronze |
| ---------- | ------------------------------------------------------------------ | ------ | ------------------------------------------------------- | ------ | -------------------------------------------------------------- | ------ |
| K1         | Elena Kaliská                                                      | 104,24 | Émilie Fer                                              | 105,60 | Mathilde Pichery                                               | 107,56 |
| K1 Team    | Vereinigtes KönigreichLizzie Neave Louise Donington Laura Blakeman | 108,63 | SlowakeiElena Kaliská Jana Dukátová Gabriela Stacherová | 110,46 | DeutschlandJennifer Bongardt Melanie Pfeifer Jasmin Schornberg | 113,43 |

## Medaillenspiegel
| Platz  | Land                   | Gold | Silber | Bronze | Gesamt |
| ------ | ---------------------- | ---- | ------ | ------ | ------ |
| 1      | Slowakei               | 3    | 2      | 0      | 5      |
| 2      | Vereinigtes Königreich | 2    | 1      | 1      | 4      |
| 3      | Tschechien             | 2    | 0      | 0      | 2      |
| 4      | Italien                | 1    | 0      | 0      | 1      |
| 5      | Frankreich             | 0    | 4      | 3      | 7      |
| 6      | Deutschland            | 0    | 1      | 3      | 4      |
| 7      | Polen                  | 0    | 0      | 1      | 1      |
| Gesamt |                        | 8    | 8      | 8      | 24     |